# Veen's gele bibliotheek
Veen's gele bibliotheek was een serie goedkope boek-uitgaven van uitgever L.J. Veen die in 25 delen verscheen tussen 1912 en 1921.

## Geschiedenis
De uitgever Lambertus Jacobus Veen (1863-1919) begon in 1887 met zijn uitgeverij waarbij Louis Couperus tot zijn topauteurs zou gaan behoren. Veen behoorde ook tot de uitgevers die op alle mogelijke manieren zijn boeken trachtte te verkopen, en die dat onder andere deed door nog niet gebonden plano's van al wel gedrukte boeken in nieuwe series uit te brengen. Daarnaast zette hij ook series goedkope uitgaven op waarvan Veen's gele bibliotheek er een was. Tussen 1912 en 1921 verschenen in de serie 25 deeltjes op klein formaat, in steeds hetzelfde gele omslag dat was ontworpen door André Vlaanderen (1881-1955), zowel in gebonden als ingenaaide editie.
In de serie verschenen de meeste werken van Jeanne Reyneke van Stuwe (zes) en van Stijn Streuvels (vijf). Van Couperus verscheen alleen het boekje Fidessa in deze goedkope serie.

## Reekstitels
1. Stijn Streuvels, De oogst (1912)
2. A. de Savornin Lohman, Maria-Liefde (1912)
3. Melati van Java, In extremis (1915)
4. Louis Couperus, Fidessa (1912)
5. Stijn Streuvels, De werkman (1913)
6. Elise Soer, Tot hoogen prijs (1913)
7. Jeanne Reyneke van Stuwe, Het vroolijke leven (1913)
8. Johanna van Woude, Een verlaten post (1913)
9. Stijn Streuvels, Een beroerde Maandag (1914)
10. Jeanne Reyneke van Stuwe, Vóór zestig jaren (1914)
11. E. Overduyn-Heiligers, Balmoedertje (1914)
12. Felix Rutten, Onder den rook der mijn (1918)
13. Stijn Streuvels, Mijn rijwiel. (Hoe men schrijver wordt) (1915)
14. Anna van Gogh-Kaulbach, De Schuld (1915)
15. Jeanne Reyneke van Stuwe, Met den handschoen. Indische schetsen (1913)
16. Johan W. Broedelet, Artistenleven (1916)
17. Marie Metz-Koning, Het wonder (1916)
18. Stijn Streuvels, De aanslag (1917)
19. Jeanne Reyneke van Stuwe, Circusleven (1917)
20. Eline van Stuwe, De kleine mensch. Uit het dagboek van een Haagsch jongmeisje (1917)
21. M.C. Kooy-van Zeggelen, Indische mysterieën (1918)
22. Jeanne Reyneke van Stuwe, Arm leven (1919)
23. Jeanne Reyneke van Stuwe, Trouwplannen (1920)
24. Hélène Swarth, Hermelijntje (1921)
25. Jeanne Reyneke van Stuwe, Madame Nicotine (1921)